# Atschi (Osurgeti)

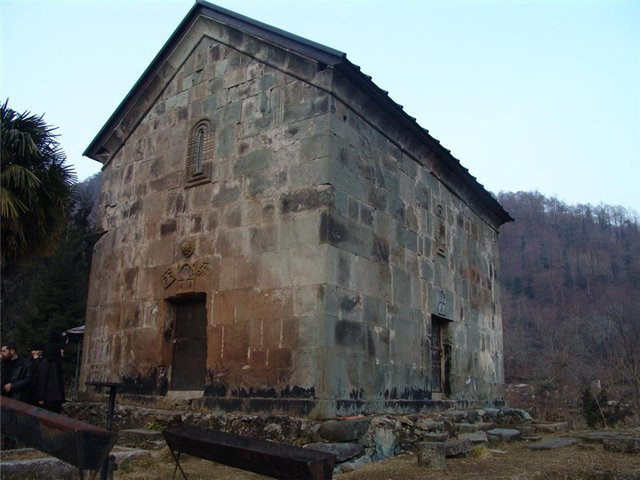
Atschi-Kirche

Atschi (georgisch აჭი; ɑt͡ʃʼɪ) ist ein Dorf in Georgien, in der Munizipalität Osurgeti der Region Gurien.
Es liegt im Flusstal des Atschiszqali, fünf Kilometer südlich des Dorfes Lichauri und zehn Kilometer südlich der Stadt Osurgeti. 2014 hatte Atschi 36 Einwohner. Das Dorf befindet sich unmittelbar an der Grenze zur Autonomen Republik Adscharien. Hinter dieser schließt sich ein zu deren Munizipalität Kobuleti gehörendes größeres Dorf an, das ebenfalls den Namen Atschi trägt.
Im Dorf Atschi steht die Atschi-Kirche aus dem 13. oder 14. Jahrhundert.